# 西安美术学院

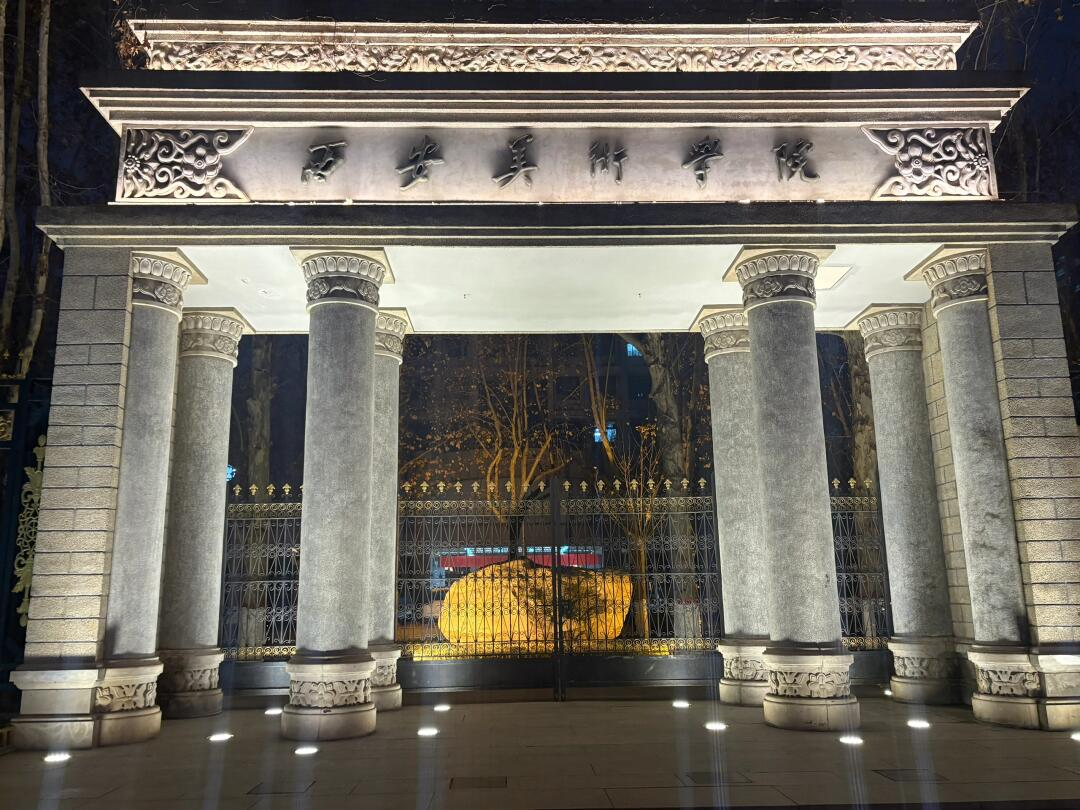
西安美术学院正门

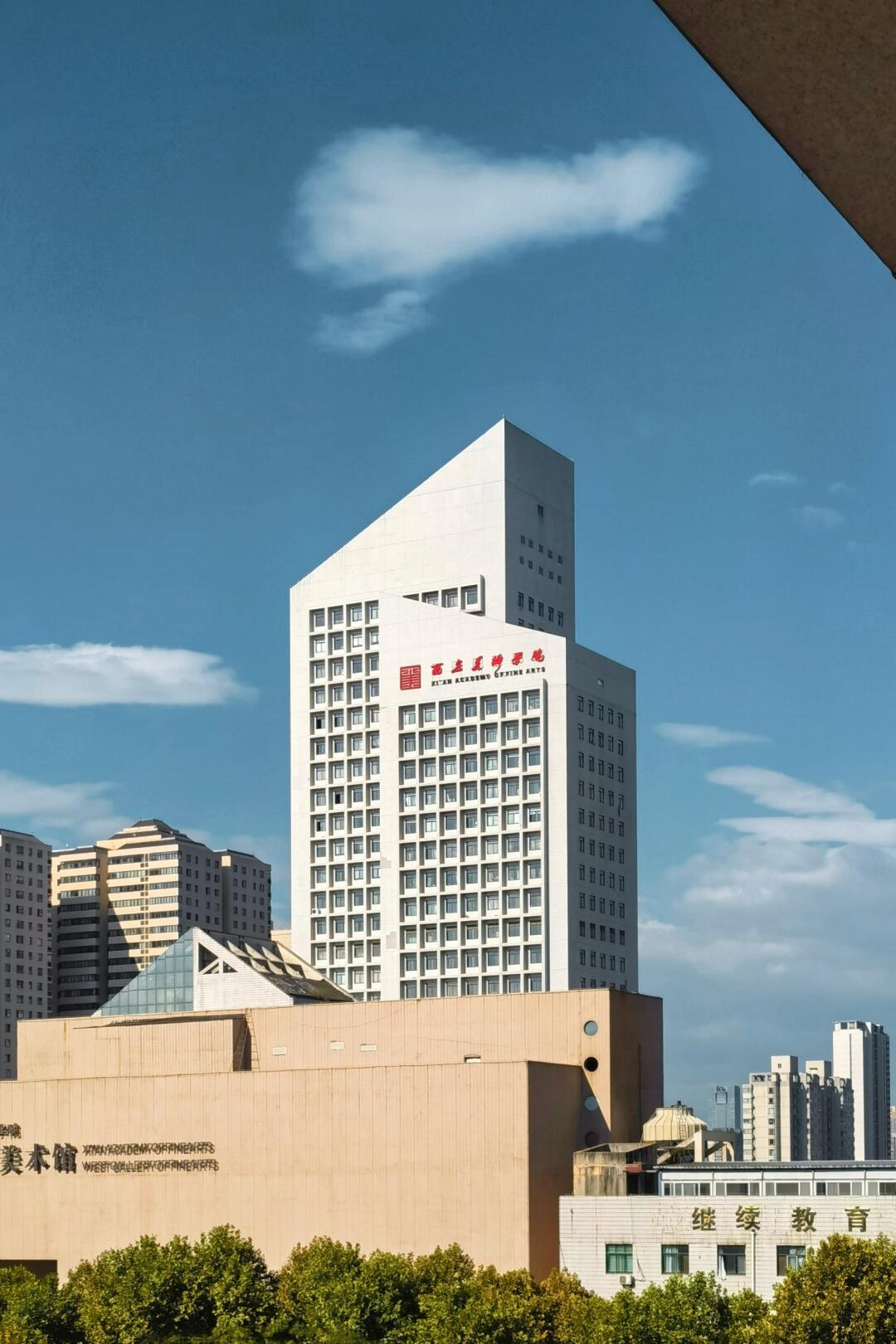
西美蕴玉楼

西安美术学院（英语Xi’an Academy of Fine Arts，XAFA），简称西安美院或西美，位于中华人民共和国陕西省西安市，是一所隶属陕西省人民政府、由陕西省教育厅主管的美术类高等学府，也是中国西北地区唯一一个美术类高等学府。该校建校于1948年9月年，由原西北军政大学艺术学院独立办学而成。西安美术学院是中国八大美术学院之一，这里诞生了中国画五大画派之一的长安画派，黄土画派也在这里诞生。

## 历史沿革
- 1949年7月由山西临汾迁至西安南郊兴国寺，更名为西北人民艺术学院。
- 1953年更名西北美术专科学校。
- 1956年，撤销西北艺术专科学校，美术系科分出改建西安美术专科学校，音乐系科改建西安音乐专科学校。
- 1960年，定名为西安美术学院。
- 1971年，西安美术学院、西安音乐学院合组陕西省艺术学校，后升格陕西省艺术学院。
- 1994年9月，西安美术学院整体从西安市长安区兴国寺校址迁到雁塔区含光南路段。
- 1980年，陕西省艺术学院撤销，美术系科改建西安美术学院，音乐系科改建西安音乐学院。
- 2007年，陕西艺术师范学校并入。

## 院系概况
- 中国画学院
- 书法系
- 油画系
- 版画系
- 雕塑系
- 艺术人文学院
- 影视动画系
- 马克思主义学院
- 公共基础教学部
- 造型艺术部
- 设计艺术学院
- 工艺美术系
- 建筑环境艺术系
- 服装系
- 跨媒体艺术系
- 艺术教育学院
- 陕西省中小学教师培训中心
- 特殊教育艺术学院
- 继续教育学院
- 附属中等美术学校

## 历任校长
| 任职开始时间 | 姓名   | 职务                                   |
| ------------ | ------ | -------------------------------------- |
| 1948年       | 贺龙   | 西北人民艺术学校理事会会长             |
| 1948年       | 亚马   | 西北人民艺术学校校长                   |
| 1948年       | 朱丹   | 西北人民艺术学校二部主任（党支部书记） |
| 1949年       | 贺龙   | 西北军政大学校长                       |
| 1949年       | 朱丹   | 西北军政大学艺术学院校长               |
| 1950年       | 柯仲平 | 西北人民艺术学院院长                   |
| 1953年       | 钟纪明 | 西北艺术专科学校第一副校长             |
| 1957年       | 刘蒙天 | 西安美术专科学校副校长兼党总支书       |
| 1958年       | 刘笈山 | 西安美术专科学校校长兼党总支书         |
| 1960年       | 刘笈山 | 西安美术学院院长                       |
| 1961年       | 刘蒙天 | 西安美术学院副院长兼党总支书           |
| 1971年       | 刘恒之 | 陕西省艺术学院（校）院长（校长）       |
| 1980年       | 刘蒙天 | 西安美术学院院长                       |
| 1983年       | 陈启南 | 西安美术学院院长                       |
| 1991年       | 刘文西 | 西安美术学院院长                       |
| 1997年       | 杨晓阳 | 西安美术学院院长                       |
| 2009年       | 王胜利 | 西安美术学院院长                       |
| 2017年       | 郭线庐 | 西安美术学院院长                       |
| 2020年       | 朱尽晖 | 西安美术学院院长                       |

## 学术刊物
《西北美术》（Northwest Finearts），创刊于1982年，由陕西省教育厅主管、西安美术学院主办，也是该校的学报，为季刊。《西北美术》是全国艺术类核心期刊、面向国内外发行的专业美术刊物。

## 学术机构
- 《西北美术》杂志社
- 美术研究所
- 黄土画派研究院
- 具象表现绘画艺术研究中心
- 本原文化研究所
- 艺术考古研究所
- 高等教育研究中心
- 中国西部油画艺术研究中心
- 中国西部画风研究协同创新中心
- 信息艺术与产品造型设计协同创新中心

## 对外交流
截至2024年6月，学校已与法国巴黎国际艺术城、比利时布鲁塞尔皇家美术学院、比利时安特卫普皇家美术学院、英国伦敦艺术大学、法国巴黎高等视觉设计学院、美国哥伦布艺术与设计学院、加拿大温哥华电影学院、塞尔维亚贝尔格莱德艺术大学、意大利NABA米兰新美术学院、日本东京艺术大学、马来西亚理科大学、泰国宣素那他皇家大学、西班牙塞维利亚大学、西班牙马德里康普顿斯大学美术学院（原马德里皇家美术学院）等50所世界一流学院和艺术机构建立了正式的校际合作关系。
这些项目包括：法国巴黎艺术城教师派出项目、英国伦敦艺术大学学生短期交换项目、英国巴斯斯巴大学本科生2+2学位联授项目、美国哥伦布艺术与设计学院本科生2+1+1学分互认项目、英国哈德斯菲尔德大学硕士研究生1+1+1学位联授项目、意大利弗洛西诺内硕士研究生1+2学位联授项目、法国巴黎高等视觉设计学院硕士研究生1+1.5+0.5学位联授项目、意大利库内奥美术学院硕士研究生1+2学位联授项目、英国伯恩茅斯艺术大学硕士研究生1+1+1学位联合培养项目、日本东京艺术大学研究生短期交换项目等。
学院注重与一带一路沿线国家的艺术研究与交流交往，先后在法国、迪拜、塞尔维亚、波黑、老挝、乌兹别克斯坦等国举办学术作品展览。
同时，境外艺术家也应邀来学院进行短期或长期艺术创作与教学交流活动，学院先后主办了“中国西安•国际版画工作室”“流动的塑造－－西安美术学院国际雕塑工作室”“西安美术学院•国际公共艺术坊”“中外美术学院院长论坛”“西安国际数码艺术周”“西安亚洲民间影像年度展”“手艺——第八届西安美术学院艺术工作坊暨第一届中国·西安国际影像工作坊”等丰富多元的国际大型展览活动，国际化办学步伐进一步加快。